# Falcon Heights
Falcon Heights est une ville de la banlieue de Saint Paul dans le comté de Ramsey, dans l’État du Minnesota, aux États-Unis.

## Démographie
| Groupe            | Falcon Heights | Minnesota | États-Unis |
| ----------------- | -------------- | --------- | ---------- |
| Blancs            | 73,3           | 85,3      | 72,4       |
| Asiatiques        | 15,0           | 4,0       | 4,8        |
| Afro-Américains   | 8,0            | 5,2       | 12,6       |
| Métis             | 2,5            | 2,4       | 2,9        |
| Autres            | 0,8            | 2,0       | 6,4        |
| Amérindiens       | 0,5            | 1,1       | 0,9        |
| Total             | 100            | 100       | 100        |
|                   |                |           |            |
| Latino-Américains | 3,0            | 4,7       | 16,7       |

Selon l'American Community Survey, pour la période 2011-2015, 79,24 % de la population âgée de plus de 5 ans déclare parler anglais à la maison, alors que 6,47 % déclare parler une langue chinoise, 2,31 % une langue africaine, 1,66 % le coréen, 1,37 % l'espagnol, 1,27 % l'arabe, 0,90 % l'hindi, 0,82 % le français, 0,72 % une langue hmong, 0,68 % le vietnamien, 0,65 % le portugais et 3,89 % une autre langue.